# Acesta saginata
Acesta saginata is een tweekleppigensoort uit de familie van de Limidae. De wetenschappelijke naam van de soort is voor het eerst geldig gepubliceerd in 2001 door B. A. Marshall.